# رفيق الصبان
رفيق الصبان (1350- 1434 هـ/ 1931- 2013 م) كاتب سيناريو سوري، ومخرج مسرحي، وناقد فني، من روَّاد المسرح السوري، وأستاذ مادَّة السيناريو في معهد السينما المصري.

## ولادته ودراسته
ولد محمد رفيق بن أحمد راتب بن محمد الصَّبَّان في دمشق يوم الاثنين 4 ربيع الآخر 1350هـ الموافق 17 أغسطس (آب) 1931م. لأسرة قديمة في حي المَيدان، وكان أبوه طبيبًا جرَّاحًا ومجاهدًا اشترك في حرب فلسطين عام 1948م.
درس الحقوق في معهد الحقوق بالجامعة السورية (كلية الحقوق بجامعة دمشق حاليًّا)، ثم رحل إلى فرنسا لمتابعة دراسته وحصل على شهادة الدكتوراه في الحقوق العامة من جامعة باريس عام 1955م. وفي باريس تدرَّب على أيدي كبار المخرجين المسرحيين الأكاديميين الفرنسيين من أمثال جان لوي بارو، وجان فيلار، في إبَّان أوج ازدهار المسرح الفرنسي.

## سيرته الفنية
بعد عودته إلى دمشق بدأ حياته الفنية عام 1961 باشتراكه في تأسيس المسرح القومي السوري التابع لوِزارة الثقافة، فأخرج أولَ مسرحياته بعنوان "براكساجورا" أو "مشكلة الحُكم" تأليف أرسطوفان وإعداد توفيق الحكيم، وعُرضت على مسرح المقاومة في سوق ساروجة الأثري، ثم تلاها مسرحية "الخروج من الجنة" لتوفيق الحكيم أيضًا، ثم "العادلون" لألبير كامو مقدمًا فيها رؤية إخراجية خاصَّة.
وأسس الصبَّان فرقة خاصة به باسم "فرقة الفكر والفن" أخرج فيها روائع النصوص المسرحية العالمية من أعمال شكسبير وموليير، منها "تاجر البندقية" و"ماكبث" و"يوليوس قيصر" لشكسبير، و"طرطوف" لموليير، بطولة هاني الروماني ومنى واصف. ومسرحية "بنادق الأم أمينة" المقتبسة عن "بنادق الأم كارار" لبرتولد برشت. إضافة إلى روائع النصوص العربية من مثل "حكاية حب" لناظم حكمت، و"الزير سالم" لألفرد فرج أدى البطولة فيها طلحت حمدي، وبعض نصوص سعد الله وَنُّوس مثل "مأساة بائع الدبس الفقير". وأبرزَ في أعماله كلها فهمَه الخاص للمسرح وأهميته الاجتماعية والسياسية والفنية في تحقيق المتعة والفائدة معًا. وتخرَّج به كبار ممثلي سورية سوى من ذُكر منهم: ياسر العظمة، وأسامة الروماني، وثناء دبسي، وثراء دبسي، وملك سكر، وعدنان بركات، وعبد الله عباسي.
وأسهم أيضًا عام 1963 بتأسيس "فرقة الفنون الدرامية للتلفزيون" في بدايات تأسيس التلفزة السورية، وكان من أعضائها: كل من هاني الروماني، وسليم كلَّاس، ورياض نحَّاس، ويوسف حنَّا، وآرليت عَنْحُوري. وحين شغل الصبان منصبَ مدير المسرح القومي السوري ألحقَ "فرقة الفنون الدرامية" بالمسرح القومي إداريًّا. ومن المسرحيات التي أخرجها عام 1967 "جعجعة بلا طِحْن" من بطولة هاني الروماني، وأدى فيها الكاتبُ والناقد المسرحي والفني رياض عصمت دورًا باللغة الإنكليزية، وكان حينئذ طالبًا يدرس الأدب الإنكليزي.
وكان الدكتور الصبان أولَ من ألغى الستارة في المسرح السوري، وأول من ألغى عمل الملقِّن. وهو كذلك أول من أسس سينما خاصة في دمشق، أطلق عليها اسم "سينما الكندي" مع إنشاء نادٍ للسينما يُعرض فيه كل أسبوع فلم عالمي يناقشه مع الجمهور. وتولى أيضًا منصبَ مدير البرامج في التلفزة السورية، ومدير دائرة الشؤون السينمائية في المؤسسة العامة للسينما.
وفي أوائل سبعينيات القرن العشرين انتقل إلى القاهرة وأقام فيها، وعمل أستاذًا لمادة السيناريو في معهد السينما المصري، وخلَّف بصمة واضحة في تاريخ الأدب والسينما العربية. وبدأ عمله في مصر بكتابة فلم "زائر الفجر" عام 1972 الذي أثار ضجَّة كبيرة عند عرضه في صالات السينما ممَّا اضطرَّ السلطات حينئذ إلى منعه، ودخل بكتابته لهذا الفلم قائمة أفضل كتَّاب السيناريو. ثم استمرَّت مسيرته السينمائية الطويلة التي امتدَّت إلى أكثر من 25 فيلمًا سينمائيًا، أشهرها "الأخوة الأعداء" و"قطة على نار" و"ليلة ساخنة"، وآخرها "الباحثات عن الحرية" للمخرجة إيناس الدغيدي. وممَّا كتبه للسينما السورية فلم "كفرون" إخراج دريد لحام وبطولته عام 1990. إضافة إلى كتابة أكثر من 16 مسلسلًا.
واشتَهَر أيضًا بكتاباته النقدية المهمَّة، فهو يُعَد من أهم النقاد الفنيين في الوطن العربي. وكان عضوًا في نقابة السينمائيين المصرية، والجمعية المصرية لكتَّاب ونقَّاد السينما، مع أنه لم يكن مصريًّا.
خلَّف رفيق الصبان ولدين اثنين.

## كتبه

#### في التأليف
- دراسات في المسرح العالمي، نشره المجلس الأعلى للفنون والآداب بدمشق.
- (السينما كما رأيتها) رصد فيه عالم السينما المصرية والعربية والعالمية على مدار مئة عام، مع تتبع مدارسها ومستجَدَّاتها،[12] نشرته الهيئة العامَّة لقصور الثقافة بالقاهرة.

#### في الترجمة
- المسرح والإسلام، كتبه بالفرنسية محمد عزيزة، نشرته دار الهلال.
- ساحرات سالم، لآرثور ميلر.[ج]
- الملكة الميتة، لهنري دومونترلان، نشر في بيروت.
- الاعترافات الكاذبة، لماريفو.[13]

#### دراسات ومقالات
نشر في عشرات المجلات والصحف العربية، منها: المعرفة والطليعة وجيش الشعب والثورة والبعث والرأي العام في سوريا. والآداب والأديب والأوريان الفرنسية في لبنان. والهلال والكواكب والكاتب والمسرح والسينما والجديد والطليعة في مصر.

## تكريمه
- حصل على وسام الفنون والآداب الفرنسي من درجة فارس.
- كرَّمه مهرجان قرطاج الدَّولي في تونس، في مطلع التسعينيات؛ بصفته رائدًا من روَّاد المسرح العربي.
- كرَّمه المعهد العالي للفنون المسرحية في سورية، عام 2002.
- كرَّمته وِزارة الثقافة السورية، عام 2010.[4]
- أُهديت إليه بعد وفاته الدورة الثالثة لمهرجان الأقصر للسينما الإفريقية عام 2014؛ تقديرًا لإسهاماته في السينما المصرية، وأثره البارز في الحركة النقدية.

## وفاته
توفي رفيق الصبان في القاهرة يوم السبت 10 شوال 1434هـ الموافق 17 أغسطس 2013م، ودُفن فيها، بعد أن قضى أسبوعًا في العناية المركزة بمستشفى السلام (معادي القاهرة).

## الملاحظات
1. ↑  تاريخ ولادته في معجم المؤلفين السوريين لعبد القادر عيَّاش: 1932م.
2. ↑  ذكر سمير الجمل في كتابه (المهنة كاتب سيناريو) أن رفيق الصبان ولد يوم 11 فبراير 1933م. وأنه حصل على ليسانس بالآداب (الفن المسرحي) من جامعة السوربون عام 1951، وعلى الدكتوراه في الحقوق العامة عام 1956! ولم يذكر مصدره فيما ذكر!
3. ↑  سالم: بلدة أمريكية بولاية ماساتشوستس